# Stazione meteorologica di Foza
La stazione meteorologica di Foza è la stazione meteorologica di riferimento relativa alla località di Foza.

## Coordinate geografiche
La stazione meteorologica si trova nell'area climatica dell'Italia nord-orientale, nel Veneto, in provincia di Vicenza, nel comune di Foza, a 1.083 metri s.l.m. e alle coordinate geografiche 45°54′N 11°38′E.

## Dati climatologici
In base alla media trentennale di riferimento 1961-1990, la temperatura media del mese più freddo, gennaio, si attesta a -0,8 °C, quella dei mesi più caldi, luglio e agosto, è di +16,8 °C .
| Foza               | Mesi | Mesi | Mesi | Mesi | Mesi | Mesi | Mesi | Mesi | Mesi | Mesi | Mesi | Mesi | Stagioni | Stagioni | Stagioni | Stagioni | Anno |
| Foza               | Gen  | Feb  | Mar  | Apr  | Mag  | Giu  | Lug  | Ago  | Set  | Ott  | Nov  | Dic  | Inv      | Pri      | Est      | Aut      | Anno |
| ------------------ | ---- | ---- | ---- | ---- | ---- | ---- | ---- | ---- | ---- | ---- | ---- | ---- | -------- | -------- | -------- | -------- | ---- |
| T. max. media (°C) | 2,5  | 4,7  | 6,9  | 10,3 | 13,6 | 17,9 | 20,5 | 20,6 | 17,2 | 11,9 | 7,1  | 3,4  | 3,5      | 10,3     | 19,7     | 12,1     | 11,4 |
| T. min. media (°C) | −4,0 | −2,8 | 0,0  | 3,6  | 7,1  | 10,7 | 13,1 | 13,0 | 9,7  | 5,1  | 0,9  | −2,4 | −3,1     | 3,6      | 12,3     | 5,2      | 4,5  |